# Samuel Knabl
Samuel Andreas „Sam“ Knabl (* 16. Juli 1982) ist ein ehemaliger österreichischer Basketballspieler und stammt aus Wolfsberg. Der 2,06 m große und 104 kg schwere Forward ist vierfacher österreichischer Meister und zweifacher Sieger im Supercup. Er spielte außerdem 26 Mal im österreichischen Nationalteam.

## Leben
Knabl kam in Wolfsberg mit dem Basketball in Berührung. Im Alter von 17 Jahren wechselte Knabl 1998 zu den Kapfenberg Bulls, mit denen er in den Jahren 2001 bis 2004 vier Meistertitel und zwei Titel im Supercup (2002 und 2003) gewinnen konnte. Danach spielte er bei den kelag Wörthersee Piraten und dem UBSC PBS Graz. Seit 2008 war Knabl wieder Spieler und Mannschaftskapitän der Kapfenberg Bulls.
2013 verabschiedete er sich vom Leistungsbasketball, er hatte 398 Bundesligaspiele und 33 Partien im Europapokal bestritten. Im Amateurbereich spielte er nach seiner Bundesligazeit noch für Gratkorn.

## Stationen
- 1998–2005  Kapfenberg Bulls[2]
- 2005–2006  kelag Wörthersee Piraten[3]
- 2006–2007  UBSC PBS Graz[4]
- 2008–2012  Kapfenberg Bulls